# Roque Costa Souza
Roque Costa Souza (Rio de Janeiro, 19 de agosto de 1966) é um bispo católico brasileiro. É bispo-auxiliar da Arquidiocese de São Sebastião do Rio de Janeiro.

## Presbiterato
Dom Roque foi ordenado padre no dia 18 de junho de 1994 pelo cardeal Dom Eugênio de Araújo Sales, então arcebispo metropolitano do Rio de Janeiro. Em julho do mesmo ano assumiu como vigário paroquial na Paróquia Jesus Bom Pastor no bairro de Anchieta, pertencente ao Vicariato Suburbano da Arquidiocese de São Sebastião do Rio de Janeiro. Posteriormente, foi pároco na paróquia Nossa Senhora do Carmo da Antiga Sé, reitor do Seminário São José e capelão da Polícia Militar do Estado do Rio de Janeiro.

## Episcopado
No dia 9 de maio de 2012 foi nomeado bispo titular de Castellum Medianum e auxiliar da Arquidiocese de São Sebastião do Rio de Janeiro. Sua ordenação episcopal ocorreu no dia 23 de junho desse mesmo ano, na Catedral Metropolitana de São Sebastião, sendo ordenante principal Dom Orani João Tempesta e co-ordenantes Dom Assis Lopes e Dom Edney Gouvêa Mattoso. Seu lema episcopal é Habitare fratres in unum. Dom Roque é ainda o bispo animador do Vicariato Episcopal Leopoldina.[carece de fontes?]